# Odynerus australis
Odynerus australis är en stekelart som beskrevs av Roberts 1901. Odynerus australis ingår i släktet lergetingar, och familjen Eumenidae. Inga underarter finns listade i Catalogue of Life.